# Rudolf Broby-Johansen
Rudolf Kristian Albert Broby-Johansen född 25 november 1900 i Aalborg, död 9 augusti 1987 i Köpenhamn, var en dansk konstpedagog, kommunist och debattör.
Broby-Johansen blev student 1919 och vistades därefter utomlands i olika länder runt om i Europa, bland annat en längre tid i Sverige. Han influerades starkt av den materialistiska historiesynen man utgav diktsamlingar som Blod (1922), konsthistoriska arbeten som Kunst. En introduktion (1923), Social Kunst (tillsammans med Erna Watson 1932), Kunst og klasse (1932) och Hverdagskunst-Verdenskunst (1942) och översättningar som Kine klager (kinesiska krigdikter 1933) och Den lille Æsop (1945). Han var i början av 1930-talet utgivare av tidskriften Monde, en avläggare av den av Henri Barbusse 1928 grundade tidskriften med samma namn.